# 輝く
『輝く』（かがやく、Kagayaku）は、アメリカ合衆国ワシントンD.C.出身の歌手、ダイアナ・ガーネットの楽曲。
メジャー10枚目のオリジナルシングル（9枚目アニメタイアップシングル、7枚目のデジタルシングル、6枚目のコラボシングル）。
2024年9月6日に発売。発売元はAutodidactic Studios。

## 概要
前作「Macaron Memories」から9ヵ月でのリリースで、Autodidactic Studiosとダイアナ・ガーネットの5枚目コラボシングル。Jonas B. Ingebretsenが作曲編曲プロデューサー、ダイアナが歌詞、Autodidactic Studiosが制作協力した。

### タイアップ
- タイトル曲の「輝く」は、miHoYo原神AUネットアニメ『Genshin Elemental Warfare』第3話「Fight at the Museum」（制作：Subutai[3]）主題歌[4][5]。
- 2024年9月21日、タイトル曲の「輝く」は、原神同人特別番組「HoYoFair2024『灼熱の音楽祭』」（YouTube）に含め放送されたネットアニメ『Genshin Elemental Warfare』第3話「Fight at the Museum」のにてティーザー版が放送された[4]。
- 2024年10月2日、ビジュアライザーは「YouTube」にSubutaiのチャンネルにて特番が放送された。[6]ビジュアライザーには、ネットアニメ『Genshin Elemental Warfare』第3話「Fight at the Museum」のキャラクターを表す。

## 収録曲
1. 輝く [2:22]
  - 作詞：ダイアナ・ガーネット、作曲・編曲：Jonas B. Ingebretsen
  - miHoYo原神AUネットアニメ『Genshin Elemental Warfare』第3話「Fight at the Museum」主題歌。[4][5]
2. 輝く (Instrumental Version) [2:22]

## 参加アーティスト
- ダイアナ・ガーネット - 歌詞、ボーカル
- Jonas B. Ingebretsen - 作曲・編曲
- Kazu - ミックス
- pftq (Autodidactic Studios) - プロデュース、ミックス、マステリング
- Waterflame (Autodidactic Studios) - プロデュース、ミックス、マステリング